# Ochota (Warschau)
Ochota [ɔˈxɔta] ist ein Stadtbezirk im Zentrum von Warschau. Mit um die 9200 Einwohnern pro km² ist er der am dichtesten besiedelte Stadtbezirk der polnischen Hauptstadt.
Die größten Wohnviertel sind:
- Kolonia Lubeckiego
- Kolonia Staszica
- Filtry
- Rakowiec
- Szosa Krakowska
- Szczęśliwice
- Osiedle Oaza